# Davor Rupnik
Davor Rupnik (Osijek, 29. kolovoza 1971.) bivši je hrvatski nogometaš, danas nogometni trener.  
Dolazi iz nogometne obitelji: njegov otac Zdravko 1970-ih je godina igrao za NK Osijek, a djed Franjo bio je 1950-ih čest strijelac za NK Osijek (tada Proleter) i beogradski Partizan.
Igračku karijeru započeo je u NK Osijek gdje je igrao 1990-ih, a kasnije je igrao u Sloveniji i Izraelu. Nakon završetka igračke karijere postao je nogometni trener i ostvario zapažene rezultate vodeći slavonske niželigaše: osječki Grafičar, Vukovar '91 i BSK iz Bijelog Brda.
19. kolovoza 2013. postao je trenerom NK Osijek, nakon što je zbog loših rezultata na početku sezone Tomislav Steinbrückner podnio ostavku. 21. listopada 2013. dobiva otkaz u NK Osijeku zbog loših rezultata.